# Franz West
Franz West (Wenen, 16 februari 1947 – aldaar, 25 juli 2012) was een Oostenrijkse beeldhouwer.
West wordt gezien als een van de belangrijkste hedendaagse Oostenrijkse kunstenaars, die zich vooral heeft onderscheiden door een mengvorm van beeldhouwkunst en installatiekunst, land art, performancekunst en grafische kunst.

## Leven en werk
West studeerde bij Bruno Gironcoli aan de Akademie der Bildenden Künste in Wenen. Hij verliet het pad der schilderkunst al snel en koos voor installatie- en assemblagekunst. Aanvankelijk werkte hij met papier-maché, later met polyester en sinds de tachtiger jaren met aluminium. Met name zijn zogenaamde „Paßstücke“ (bedoeld als verplaatsbare sculptures) werden toen voor het eerst tentoongesteld. Nog weer later ging hij experimenteren met alle mogelijke vormen van meubilair, zoals banken en stoelen, waardoor de exposieruimte (in galeries, maar ook in musea) er ging uitzien als een lounge.
West vertegenwoordigde Oostenrijk op de Biënnale van Venetië in 1988, 1993, 1997 en 2003. Hij was uitgenodigd voor de documenta's IX (1992) en X (1997) in Kassel en voor Skulptur.Projekte van 1997 in Münster. Hij werd in Oostenrijk onderscheiden met de Otto Mauer-Preis in 1986 en de Wolfgang-Hahn-Preis in 1998. In 2011 kreeg West de Gouden Leeuw van de Biënnale van Venetië voor zijn gehele oeuvre.
Franz West leefde en werkte in Wenen.

## Werk (selectie)
- Who's who (1992) Österreichischer Skulpturenpark bij Graz
- Clamp (1995) Kröller-Müller Museum, Otterlo
- Flause (1998) Skulpturengarten Museum Abteiberg, Mönchengladbach
- Sphairos ( 1998 ) Beeldenpark Openluchtmuseum voor beeldhouwkunst Middelheim, Antwerpen
- Viennoiserie (1998) Tate Modern, Londen
- Paßstücke (1998/1999) Bonnefantenmuseum, Maastricht
- QWest (2001) Beeldenroute Westersingel, Rotterdam
- Adaptive (2003) Museum of Modern Art, New York
- Twee Koppen (2004), Rubensplein, Knokke
- Hain (2006) MuHKA, Antwerpen

## Fotogalerij

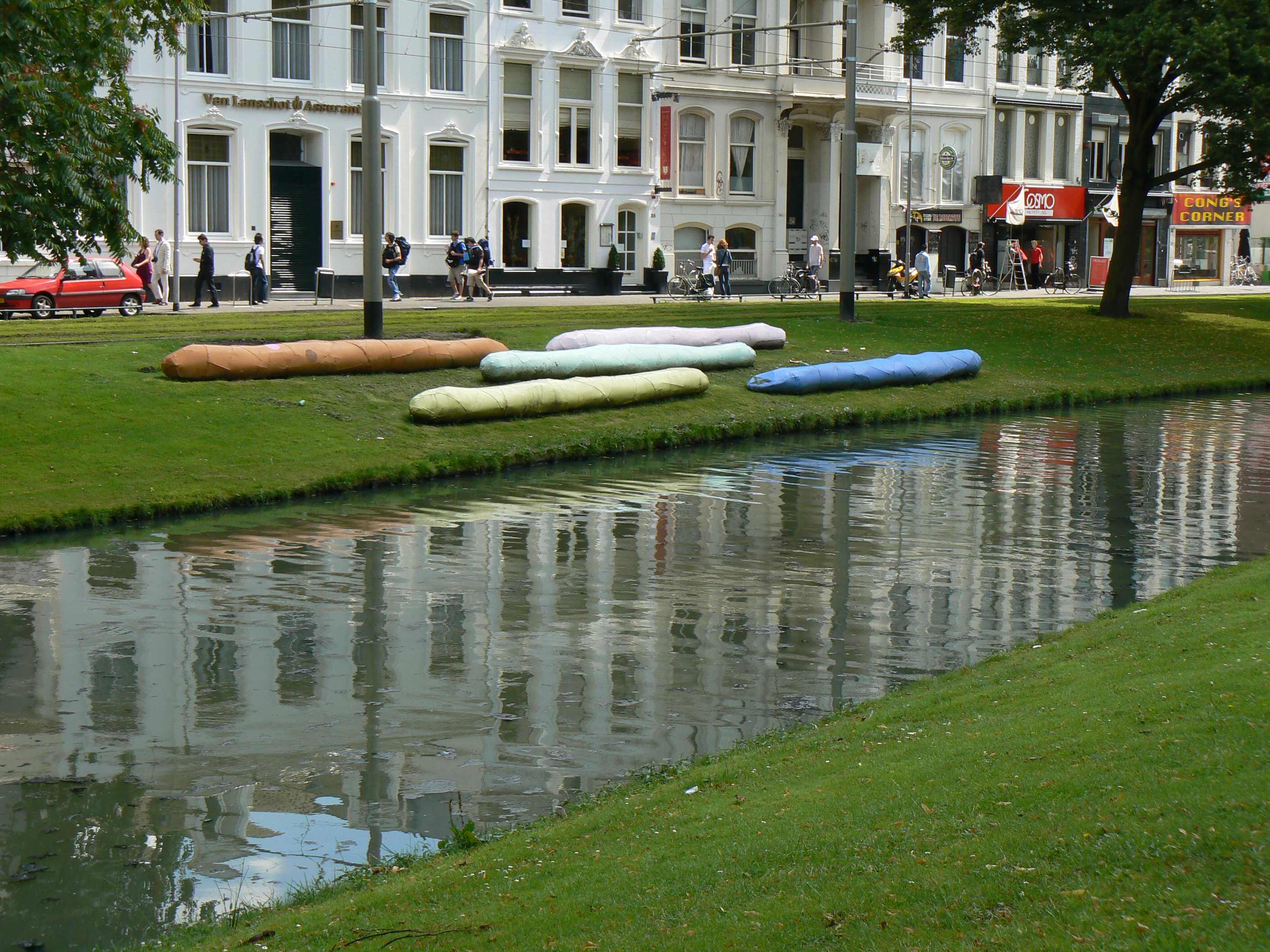
QWest (2001), Beeldenroute Westersingel, Rotterdam
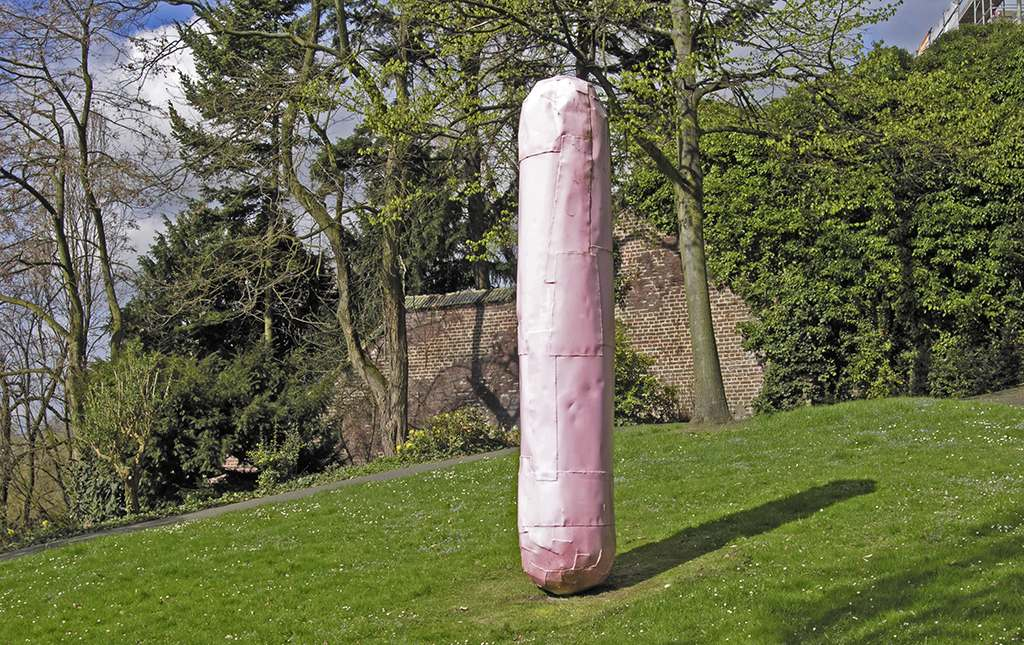
Flause (1998), Museum Abteiberg
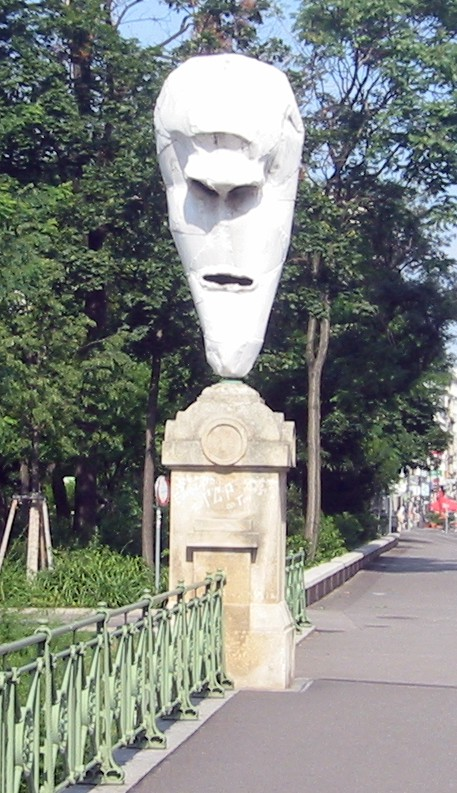
Sculptuur Lemurenkopf op de Stubenbrücke in Wenen
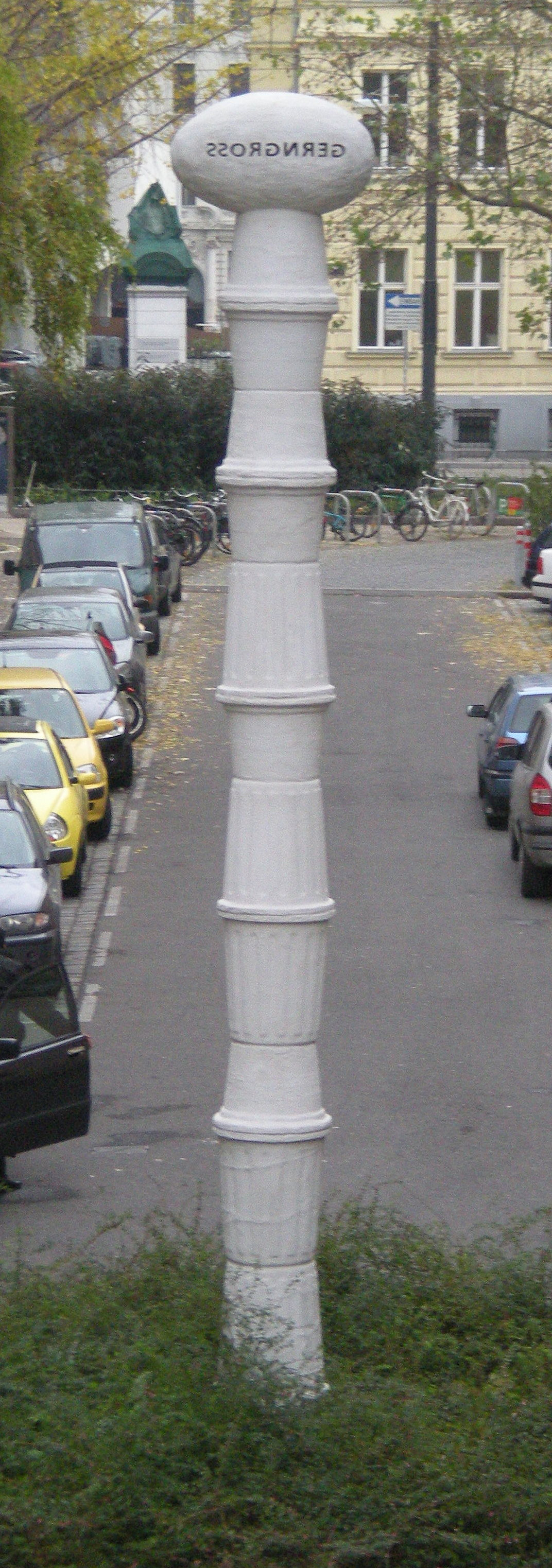
Gerngross-Säule in Wenen